# Góreczno
Góreczno (nazwa oboczna Stroków, niem. Bergvorwerk, śl. Strokůw) – wieś w Polsce położona w województwie opolskim, w powiecie prudnickim, w gminie Głogówek. Historycznie leży na Górnym Śląsku, na ziemi prudnickiej.
W latach 1973–1975 miejscowość należała do gminy Lisięcice w powiecie głubczyckim. W latach 1975–1998 miejscowość należała administracyjnie do ówczesnego województwa opolskiego.
Według danych na 2011 wieś była zamieszkana przez 51 osób.

## Geografia

### Położenie
Wieś jest położona w południowo-zachodniej Polsce, w województwie opolskim, około 8 km od granicy z Czechami, w zachodniej części Płaskowyżu Głubczyckiego. Należy do Euroregionu Pradziad. Leży na terenie Nadleśnictwa Prudnik (obręb Prudnik).

### Środowisko naturalne
W Górecznie panuje klimat umiarkowany ciepły. Średnia temperatura roczna wynosi +8,2 °C. Duże zróżnicowanie dotyczy termicznych pór roku. Średnie roczne opady atmosferyczne w rejonie Góreczna wynoszą 637 mm. Dominują wiatry zachodnie.

## Nazwa
Nazwa miejscowości wywodzi się od jej położenia geograficznego. Do 1945 wieś nosiła nazwę Bergvorwerk. Po 1945 znana jako Stroków. 1 czerwca 1948 r. nadano miejscowości, wówczas administracyjnie związanej z Kazimierzem, polską nazwę Góreczno.
W historycznych dokumentach nazwę miejscowości wzmiankowano w różnych językach oraz formach: Bergvorwerk (1845), Bergvorwerk (1864), Góreczno – Bergvorwerk, os. (1951), Góreczno (1980).

## Historia

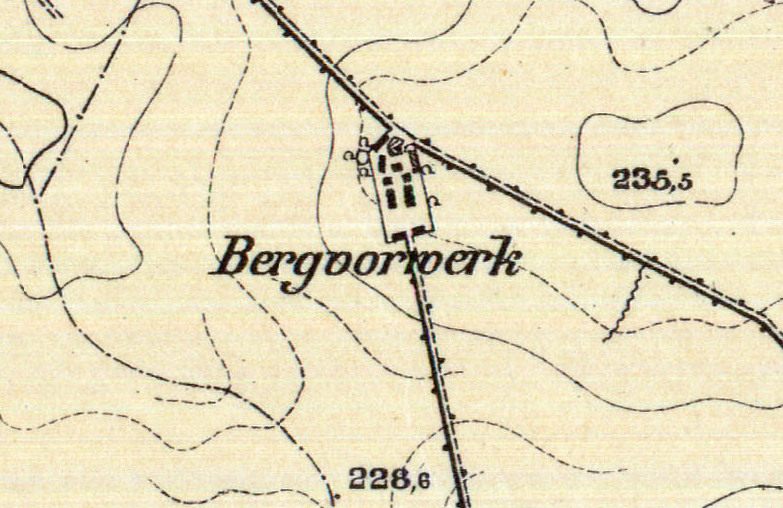
Góreczno na mapie z 1913

Właścicielami folwarku Góreczno, liczącego 1000 ha ziemi ornej, była rodzina von Gaffron-Prittwitz – potomkowie porucznika huzarów, który uratował Fryderyka II od niewoli rosyjskiej. Wdowa po ostatnim przedstawicielu tej linii rodu – Aleksandrze-Fryderyku von Gaffron-Prittwitz (1845–1923), właścicielu niedalekiego Kazimierza, w latach 20. XX w. sprzedała folwark. Wtedy też rozparcelowano ziemię, na której powstało kilkanaście dużych gospodarstw rolnych, w tym Alojza Dambonia z Roszowickiego Lasu. W latach 30. XX wieku wybudowano pierwszy na terenie gminy Głogówek wodociąg. Studnia, z której pobierano wodę istnieje do dziś.
W Górecznie znajduje się neolityczne stanowisko archeologiczne.

## Mieszkańcy
Miejscowość zamieszkiwana jest przez ludność napływową, przybyłą na Śląsk z Kresów Wschodnich po 1945 w wyniku przymusowych przesiedleń ludności polskiej.

### Liczba mieszkańców wsi
- 1966 – 100[12]
- 1998 – 70[13]
- 2002 – 64[13]
- 2009 – 45[13]
- 2011 – 51[13]
- 2013 – 51[14]

## Gospodarka
W Górecznie siedzibę ma firma Usługi Transportowe Jan Fedorowicz, zrzeszona w Cechu Rzemieślników i Przedsiębiorców w Prudniku.

## Transport
Góreczno posiada połączenia autobusowe z Głogówkiem, Głubczycami, Kazimierzem. We wsi znajdują się dwa przystanki autobusowe – „Góreczno”, „Wieś”.

## Religia
Katolicy z Góreczna należą do parafii Wniebowzięcia Najświętszej Maryi Panny w Kazimierzu (dekanat Głogówek).

## Bezpieczeństwo
Miejscowość jest pod opieką dzielnicowego rejonu służbowego nr 13 Komendy Powiatowej Policji w Prudniku (Komisariat Policji w Głogówku).
Teren wsi, jak i całej gminy Głogówek, położony jest w strefie nadgranicznej w związku z czym Straż Graniczna dysponuje, na tym obszarze, specjalnymi kompetencjami w zakresie bezpieczeństwa. Gminę Głogówek obejmuje zasięgiem służbowym placówka Straży Granicznej w Opolu ze Śląskiego Oddziału SG.